# Amphizoa sinica
Amphizoa sinica is een keversoort uit de familie Amphizoidae. De wetenschappelijke naam van de soort is voor het eerst geldig gepubliceerd in 1991 door Yu & Stork.